# Prinsasjön
Prinsasjön är en sjö i Nässjö kommun i Småland och ingår i Emåns huvudavrinningsområde. Sjön är 7,5 meter djup, har en yta på 0,204 kvadratkilometer och befinner sig 218 meter över havet. Sjön avvattnas av vattendraget Emån.

## Delavrinningsområde
Prinsasjön ingår i det delavrinningsområde (637042-143887) som SMHI kallar för Ovan Lillån. Medelhöjden är 235 meter över havet och ytan är 13,12 kvadratkilometer. Räknas de 8 delavrinningsområdena uppströms in blir den ackumulerade arean 115,82 kvadratkilometer. Emån som avvattnar avrinningsområdet har biflödesordning 3, vilket innebär att vattnet flödar genom totalt 3 vattendrag innan det når havet efter 193 kilometer. Delavrinningsområdet består mestadels av skog (63 procent) och jordbruk (17 procent). Avrinningsområdet har 0,21 kvadratkilometer vattenytor vilket ger det en sjöprocent på 1,6 procent. Bebyggelsen i området täcker en yta av 0,12 kvadratkilometer eller 1 procent av avrinningsområdet.